# Radio Westfalica

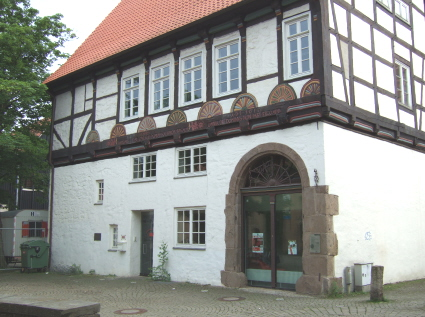
Radio Westfalica am alten Senderstandort am Johanniskirchhof in Minden

Radio Westfalica ist ein Lokalradio für den ostwestfälischen Kreis Minden-Lübbecke. Es ging im Jahre 1991 in Minden auf Sendung und bekam seine Lizenz von der Landesanstalt für Medien Nordrhein-Westfalen. Chefredakteur ist Ingo Tölle.

## Programm
Das Lokalradio sendet aus dem neuen Funkhaus in Bad Oeynhausen gemeinsam mit Radio Herford dreizehn Stunden Lokalprogramm. Seit dem 1. August 2022 gibt es eine neue gemeinsame Morningshow von Radio Westfalica und Radio Herford „CHRISSI & MADLINE - DOPPELT WACH!“, die von Christopher Menzel und Madline Ponte von 6 bis 10 Uhr live gesendet wird. Von 10 bis 14 Uhr wird die Sendung "Bei der Arbeit" ausgestrahlt. Die Nachmittagssendung „Von Zwei Bis Frei“ läuft von 14 bis 19 Uhr. Ab 19 Uhr sendet Radio Gütersloh die Sendung "Am Abend" für einen Großteil der OWL-Lokalradios. Hin und wieder läuft Bürgerfunk in den Abendstrecken. Sendungen von Schülergruppen laufen zeitweise samstags zwischen 18 und 20 Uhr.
Montags bis samstags von 21 bis 24 Uhr und sonntags von 18 bis 20 Uhr wird aus dem Gütersloher Studio an der Kahlertstraße das OWL-weite Jugendprogramm deinfm ausgestrahlt.
Das Restprogramm wird vom Programmzulieferer Radio NRW übernommen, der auch die Weltnachrichten zur vollen Stunde sendet. Als Gegenleistung sendet Radio Westfalica einen Radio NRW-Werbeblock pro Stunde. Ein weiterer Schwerpunkt liegt auf den Lokalnachrichten, die zu jeder halben Stunde von 6:30 Uhr bis 20:30 Uhr ausgestrahlt werden.
Eine lange Zeit war Radio Westfalica bekannt für die Morningshow „Die Vier von hier“. Die Sendung wurde nach Testläufen im Dezember 2014 seit dem 5. Januar 2015 montags bis freitags von 5 bis 10 Uhr, später dann von 6 bis 10 Uhr live gesendet. Langjährige Moderatoren waren hierbei Oliver Rose, Nadine Hofmeier und Jan P. Ehlers alias Pola. Alle diese Moderatoren verließen ab 2021 den Sender, um sich beruflich neu auszurichten. Daraufhin entschied man sich neue Wege zu gehen und die Sendung „Die Vier von hier“ ab dem Sommer 2022 nicht weiterzuführen und die neuen Morningshow-Moderatoren unter neuem Namen auf Sendung zu schicken.
Nach dem Relaunch der NRW-Lokalradios seit dem 11. Januar 2010 waren Radio Westfalica und Radio Herford neben Radio Lippe die einzigen Lokalradios, die nicht die Station-Voice Sebastian Walch nutzen, sondern deren alte Voice von Bodo Venten behalten hatten.
Ingo Tölle ist Chefredakteur des Senders. Nachdem er diese Position erstmals von 2009 bis 2015 innegehabt hatte, wechselte er als Programmdirektor zum Rahmenprogrammanbieter Radio NRW nach Oberhausen. Nach nur einem Jahr kehrte er als Chefredakteur zu Radio Westfalica zurück. In der Zwischenzeit hatte Oliver Rose den Sender kommissarisch geleitet.
Somit ergibt sich folgende historische Reihenfolge der Chefredakteure: Christoph Knorr-Schwab (1991), Ralf Huber (1991 bis 1997), Markus Augustiniak (1997 bis 2008), Ingo Tölle (2009 bis 2015, ab 2016).

## Moderation
| Name                         | Sendungen                                         | Tageszeit                                                                                     |
| ---------------------------- | ------------------------------------------------- | --------------------------------------------------------------------------------------------- |
| Madline Ponte                | Morningshow „Chrissi und Madline - doppelt wach!“ | montags bis freitags von 6:00 bis 10:00                                                       |
| Christopher „Chrissi“ Menzel | Morningshow „Chrissi und Madline - doppelt wach!“ | montags bis freitags von 6:00 bis 10:00                                                       |
| Christina Wolff              | „Bei der Arbeit“                                  | montags bis freitags von 10:00 bis 14:00 („Eure 60 Minuten“ täglich zwischen 13:00 und 14:00) |
| Jonas Rieck                  | „Von 2 bis frei“ + „Endlich Wochenende“           | montags bis freitags 14:00 bis 19:00, samstags 7:00 bis 12:00                                 |
| Marlene Sokoll               | „Von 2 bis frei“ + „Endlich Wochenende“           | montags bis freitags 14:00 bis 19:00, samstags 7:00 bis 12:00                                 |
| Christopher Deppe            | „Von 2 bis frei“ + „Endlich Wochenende“           | montags bis freitags 14:00 bis 19:00, samstags 7:00 bis 12:00                                 |
| Oliver „Oli“ Tölke           | „Von 2 bis frei“ + „Endlich Wochenende“           | montags bis freitags 14:00 bis 19:00, samstags 7:00 bis 12:00                                 |
| Daniel Hobein                | „Endlich Wochenende“                              | samstags 7:00 bis 12:00                                                                       |
| Pia Walkenhorst              | Vertretung                                        |                                                                                               |
| Lena Herms                   | Vertretung                                        |                                                                                               |
| Maurice Flege                | Vertretung                                        |                                                                                               |
| Markus Knoblich              | Vertretung                                        |                                                                                               |

„Chrissi und Madline - doppelt wach!“ läuft wochentags von 6:00 bis 10:00 mit Christopher „Chrissi“ Menzel und Madline Ponte. Im Anschluss sendet Christina Wolff „Bei der Arbeit“ von 10:00 bis 14:00 Uhr. „Von 2 bis frei“ wird im Wechsel von Marlene Sokoll, Christopher Deppe, Jonas Rieck und Oliver „Oli“ Tölke von 14:00 bis 19:00 Uhr moderiert. „Am Abend“ läuft von 19:00 bis 21:00 Uhr mit wechselnder Moderation. Häufig stehen hier Philipp Bernstein, Leslie Runde, Marlene Sokoll oder Simon Schulz im Studio. Ab 21:00 Uhr wird „dein fm“ übertragen und von derselben Person wie zuvor „Am Abend“ moderiert.
„Am Wochenende“ läuft samstags von 7:00 bis 12:00 Uhr und wird im Wechsel von Oliver Tölke, Markus Knoblich, Jonas Rieck, Christopher Deppe, Daniel Hobein und Christina Wolff moderiert.

## Reichweite
Der Lokalsender erreichte bei der E.M.A. 2023 I Kreis Minden-Lübbecke mit rund 117.000 Hörern eine Reichweite von 43,7 % der Hörer im Kreis. Radio Westfalica liegt damit auf Platz eins vor 1 Live und WDR 2.

## Geschichte
Der Radiosender Radio Westfalica wurde 1991 in der Stadt Minden gegründet. Als eines der ersten Sendestudios wurde das alte Haus am Johnneskirchhof in Mindens Altstadt ausgebaut.  Prägende Stimme der ersten Zeit war der damalige Chefredakteur Ralf Huber, der später eine größere Bekanntheit als Moderator beim Hörfunk des NDR erlangte und im Jahr 2023 verstarb.
Der Sendebetrieb lief bis Ende des Jahres 2022 vom Johanniskirchhof aus. Danach wurde das gemeinsame Sendestudio mit Radio Herford bezogen. Es liegt an der geographischen Schnittstelle beider Sender in Bad Oeynhausen.

## Unternehmen
Die programmliche Verantwortung für Radio Westfalica liegt gemäß dem Landesmediengesetz NRW bei der Veranstaltergemeinschaft für lokalen Rundfunk im Kreis Minden-Lübbecke e. V., welche sich aus Vertretern gesellschaftlich relevanter Gruppen des Kreises zusammensetzt.
Die wirtschaftliche Verantwortung obliegt der Radio Minden-Lübbecke GmbH & Co. KG. Beteiligt sind die Zeitungsverlage Mindener Tageblatt, Neue Westfälische sowie die Kommunen im Kreis mit Ausnahme der Stadt Porta Westfalica, die nicht an der BG beteiligt ist.
Die technischen und betriebswirtschaftlichen Aufgaben sind zum großen Teil an den in Bielefeld ansässigen Full-Service-Dienstleister Audio Media Service (ams) ausgelagert.

## Relaunch
Seit dem 5. Januar 2015 sendet Radio Westfalica alle Sendestrecken im Tagesprogramm gemeinsam mit Radio Herford.

## Mantelprogramm
Das Restprogramm und die Weltnachrichten zur vollen Stunde werden außerhalb der lokalen Sendezeiten vom Mantelprogrammanbieter Radio NRW übernommen. Radio NRW beliefert 45 NRW-Lokalstationen mit einem 24-stündigen Mantelprogramm, auf das jederzeit zugegriffen werden kann. Radio Westfalica wird jedoch von der Landesanstalt für Medien Nordrhein-Westfalen (LfM) eine bestimmte lokale Sendezeit vorgeschrieben. Als Gegenleistung sendet Radio Westfalica stündlich einen Werbeblock des NRW-Mantelprogramms. Als Musikformat gilt das von Radio NRW vorgeschriebene Adult Contemporary (AC), das die 19- bis 49-jährigen Hörer zur Zielgruppe hat. Auch die Musikauswahl wird zum großen Teil von Radio NRW vorgegeben. Dies geschieht genauso zu den lokalen Sendezeiten. Radio NRW bestimmt, zu welcher Zeit welcher Titel läuft. Die Stationskennung „Radio Westfalica“ sowie ähnliche IDs außerhalb der lokalen Sendezeiten werden im zu dieser Zeit meist unbesetzten Sendestudio automatisch durch ein Fernwirksignal aus Oberhausen ausgelöst, wie es auch bei allen anderen Lokalradios in NRW üblich ist.
Die Programmzulieferung erfolgt über Satellit. Wird bei schlechtem Wetter der Empfang beeinträchtigt, so wird automatisch auf eine zusätzliche ISDN-Leitung nach Oberhausen umgeschaltet.
Im Abendprogramm „radio deinfm“ werden jeweils zur halben Stunde OWL-weite Schlagzeilen gesendet.

## Zwei-Säulen-Modell
Das Landesrundfunkgesetz in NRW schreibt den Lokalradios den Betrieb im sogenannten Zwei-Säulen-Modell vor. Durch dieses Modell werden Programm und wirtschaftliche Verantwortung mit dem Ziel voneinander getrennt, dass das Programm nicht aufgrund von publizistischen oder wirtschaftlichen Interessen an Niveau oder Inhalt verliert.

## Empfang
Radio Westfalica ist im gesamten Kreis Minden-Lübbecke über UKW und im Kabelnetz zu hören.
- UKW:
  - Porta Westfalica (Fernmeldeturm Jakobsberg): 95,7 MHz
  - Rahden: 95,1 MHz
  - Lübbecke: 106,6 MHz
- Internet: über den Livestream auf der Radio Westfalica Homepage, per Smartspeaker oder über die Radio Westfalica App

## Auszeichnungen
Radio Westfalica gewann den LfM-Hörfunkpreis 2004. Grund dafür war die positive Entwicklung des Senders in den Vorjahren. Vor allem die Steigerung der Reichweite von 25 % auf 38 % und die herausragenden Imagewerte im Bereich Wort waren ausschlaggebend für diese Auszeichnung.